# Topologie de Nisnevich
La topologie de Nisnevich est une topologie de Grothendieck sur la catégorie des schémas. Introduite par Yevsey Nisnevich pour l'étude des adèles, elle devait servir à démontrer une conjecture d'Alexander Grothendieck et Jean-Pierre Serre.
Cette topologie est aujourd'hui utilisée en K-théorie algébrique, qu'elle rend représentable par un spectre (en), et en théorie des motifs. Elle permet également de construire l'homotopie A¹ (en), une théorie de l'homotopie purement algébrique. Une variante importante est la topologie h (en) qui raffine la topologie étale.

## Définition
Un morphisme de schémas f : Y → X est un morphisme de Nisnevich si :
- c'est un morphisme étale (en) ;
- pour tout point x de X, il existe un point y de Y au-dessus de x tel que l'application induite sur les corps résiduels κ(x) → κ(y) est un isomorphisme.

Les recouvrements de Nisnevich sont définis à partir de ces morphismes, qui constituent une famille couvrante d'une prétopologie sur la catégorie des schémas. La topologie correspondante
est appelée topologie de Nisnevich, et la catégorie des schémas équipée de cette topologie constitue la catégorie Nis.

## Référence
(en) Yevsey A. Nisnevich, « The completely decomposed topology on schemes and associated descent spectral sequences in algebraic K-theory », dans J. F. Jardine et V. P. Snaith, Algebraic K-theory: connections with geometry and topology.  Proceedings of the NATO Advanced Study Institute held in Lake Louise, Alberta, December 7–11, 1987. NATO Advanced Science Institutes Series C: Mathematical and Physical Sciences, 279, Dordrecht, Kluwer, 1989 (lire en ligne), p. 241-342